# Terceira (poesia)
Terceira rima ou Terça rima (em italiano:  Terza rima) é uma forma de estrofe verso rimado que consiste em um esquema de rima entrelaçado de três linhas. Foi usado pela primeira vez pelo poeta italiano Dante Alighieri.

## Formato
A tradução literal de terza rima do italiano é "terceira rima", uma estrofe de três linhas usando a rima da cadeia no padrão a-b-a, b-c-b, c-d-c, d-e-d. Não há limite para o número de linhas, mas poemas ou seções de poemas escritos em terza rima terminam com uma única linha ou dístico repetindo a rima da linha média do terceto final. Os dois finais possíveis para o exemplo acima são d-e-d, e ou d-e-d, e-e.